# Chahar Mahaal en Bakhtiari
Chahar Mahaal en Bakhtiari (Perzisch: استان چهارمحال و بختیاری, Ostān-e Chahārmahāl-o-Bakhtiyārī) is een van de 31 provincies van Iran. De provincie is gelegen in het zuidwesten van het land en de oppervlakte beslaat 16.328 km². De hoofdstad van deze provincie is Shahrekord.
Andere steden zijn:
- Borujen
- Lordegan
- Farsan
- Ardal
- Farrokhshahr
- Saman
- Juneghan
- Ben
- Bazoft
- Gandoman
- Boldaji
- Faradonbeh
- Shahrekian

Alborz · Ardebil · Oost-Azerbeidzjan · West-Azerbeidzjan · Bushehr · Chahar Mahaal en Bakhtiari · Fars · Gilan · Golestan · Hamadan · Hormozgan · Ilam · Isfahan · Kerman · Kermanshah · Noord-Khorasan · Razavi-Khorasan · Zuid-Khorasan · Khoezistan · Kohgiluyeh en Boyer Ahmad · Kordestan · Lorestan · Markazi · Mazandaran · Qazvin · Qom · Semnan · Sistan en Beloetsjistan · Teheran · Yazd · Zanjan